# لویی لودوویک رو
لویی لودوویک رو (فرانسوی: Ludovic Roux‎؛ زادهٔ ۴ آوریل ۱۹۷۹) اسکی‌باز نوردیک اهل فرانسه است.